# 只是爱着你
《只是爱着你》（日语：ただ、君を愛してる）又名《現在，只想愛你》，新城毅彦执导的2006年日本校园爱情电影，玉木宏和宫崎葵主演。

## 剧情
本片源于市川拓司的畅销小说《恋爱写真——另一个故事》。大学开学第一天，濑川诚人拍摄到一个横穿马路的女孩里中静流，里中静流爱上了濑川诚人，两人熟悉后经常出去摄影。但是濑川诚人暗恋班上的富山美雪。里中静流生日时候，里中静流要求拍摄和濑川诚人的接吻照，过完生日，里中静流就失踪了。数年之后，濑川诚人接到美国纽约的信件，署名是里中静流，濑川诚人来到纽约寻找里中静流，如期而会的却是富山美雪。

## 主演
- 玉木宏 饰演 濑川诚人
- 宫崎葵 饰演  里中静流
- 黑木明纱 饰演  富山美雪
- 小出惠介 飾演 關口恭平
- 青木崇高 飾演 白濱亮
- 大西麻惠 飾演 矢口由香

## 主题曲
- 大塚爱《恋爱写真》（avex trax）